# Линдстедт, Август
Август Линдстедт (1887—1950) — шведский баптистский пастор, посвятивший более 20 лет жизни миссионерской работе среди русских, — сначала в Приморье, а затем в Китае, среди многочисленных эмигрантов, бежавших из России после революции и гражданской войны. Август Линдстедт начинал работать под эгидой Шведско-Американского миссионерского общества (ШАМО), а затем возглавил эту миссию. За время миссионерской работы он пережил гражданскую войну в России, гражданскую войну в Китае, японскую оккупацию Маньчжурии и приход китайского коммунистического режима.

## Юность
Август родился 2 января 1887 года в окрестностях города Вастанфорс в Швеции, в семье литейщика на заводе про производству стали. Семья была бедной, а Август был первым из шести детей. Август закончил только шесть классов: его отец умер от легочного заболевания и мальчику пришлось идти работать на тот же завод.
В молодом возрасте он уверовал и стал возрождённым христианином. Ещё в молодости он почувствовал призыв проповедовать Евангелие русским. И хотя царская Россия была закрыта для проповеди баптистских проповедников, Август не терял надежды.
В 20-летнем возрасте он закончил Баптистскую библейскую школу в Эребру. Учась в школе Август параллельно служил пастором баптистской церкви в городе Кумла.
В 1915 году (в 28 лет) он наконец смог въехать в Россию в группе специалистов, едущих создавать сталелитейный завод в Екатеринбурге. Работая на заводе, Август учил русский язык и осваивался с русскими традициями и культурой. Однако в 1917 году в России началась революция и шведы вынуждены были спешно покинуть страну. По возвращении в Швецию Август продолжил пасторскую службу.

## Возвращение
Несмотря на вынужденное возвращение в Швецию, желание Августа проповедовать среди русских не только не исчезло, но усилилось. Тем более, что он уже не чувствовал русских чужими. Он искал возможность приехать в Россию под эгидой какого-либо миссионерского общества, однако он долго не мог найти такую возможность. Лишь в 1921 году он познакомился со шведским миссионером Эриком Олсоном.
Эрик Олсон также хотел проповедовать в России. Он сумел заручиться финансовой поддержкой баптистского союза церквей Swedish Baptist General Conference of America. Этот союз состоял из церквей шведских эмигрантов в Америке. Благодаря им Олсон создал Шведско-Американское миссионерское общество, которое сам и возглавил. Летом 1919 года он вместе с прибывшим из Канады пастором Яковом Винсом (бывшим подданным Российской империи) высадился во Владивостоке. Винс вскоре уехал в Благовещенск, а Олсон развернул активную деятельность в Приморье, привлекши к работе русских сотрудников — Роберта Фетлера, Николая Пейсти и других. В 1920 году Эрик Олсон уехал сначала в США, а затем в Швецию — для сбора средств на работу миссии и поиска новых сотрудников. Их встреча с Августом Линдстедтом была удачей для обоих.
Перед поездкой в Россию они посетили США, где в Энджелвудской баптистской церкви Чикаго на призыв миссионерствовать откликнулась 22-летняя учительница Маргарет Бергсколд (Margaret Bergskold). Втроем они прибыли во Владивосток летом 1922 года. Там Маргарет и Август обвенчались. За время отсутствия Олсона работа миссии не остановилась благодаря российским сотрудникам. Напротив, они добились большого успеха. Возвращение Олсона с Августом и Маргарет позволило ещё улучшить работу. В кратчайшие сроки они открыли Библейский институт для проповедников. Планировали также открытие приюта для сирот, но не успели — осенью 1922 года во Владивосток вступили войска красных.

## Маньчжурский период
С первых же месяцев Советская власть в Приморье стала теснить баптистских миссионеров. В январе 1924 года Август был арестован, правда, вскоре его отпустили. Однако миссии пришлось перебираться в Маньчжурию, где жило много русских — как работников КВЖД, так и эмигрантов, спасавшихся там от гражданской войны. ШАМО стало работать среди русских эмигрантов.
В 1924 году Эрик Олсон оставил миссию и она временно прекратила свою работу. Август и Маргарет вернулись в США. Однако в 1925 году Августу предложили возобновить работу миссии в Маньчжурии, и он с радостью согласился. Он вернулся уже руководителем ШАМО.
Работа в Китае среди русских эмигрантов длилась более 20 лет. Их семья часто вынуждена была переезжать в связи с быстро меняющейся политической ситуацией, а также миграциями основных масс русских эмигрантов, которые постепенно перекочевывали из Маньчжурии (Северного Китая) в южные провинции страны, а затем разъезжавшимися в Северную и Южную Америку, Европу, Австралию. Линдстедтам вслед за эмигрантами пришлось перебраться из Харбина в Тяньцзинь, затем в Шанхай. Семья пережила гражданскую войну в Китае, Великую экономическую депрессию в Америке (во время которой финансирование миссии практически прекратилось), японскую оккупацию и установление коммунистического режима. Их служение не прекращалось даже когда японские оккупанты намеревались их интернировать, как американцев: шведское подданство Августа спасло их. Консул заодно выдал шведский паспорт американке Маргарет и их сыновьям.
Им приходилось голодать и испытывать лишения. К концу Второй мировой войны здоровье Августа пошатнулось. В 1947 году он вынужденно уехал в Америку — лечиться, но скончался там в феврале 1950 года. Шведско-американская миссия прекратила свою работу — впрочем, большинство русских эмигрантов к тому времени выехали за пределы Китая.
Старший сын Августа, Ларс Марвин, также посвятил свою жизнь миссионерству. Его миссионерское служение на Филиппинах длилось около 36 лет.